# 拉凯莱·巴尔迪
拉凯莱·巴尔迪（義大利語：Rachele Baldi；1994年10月2日—），意大利女子足球运动员，司职守门员，目前效力于国际米兰足球俱乐部和意大利国家女子足球队。她曾代表意大利参加2023年国际足联女子世界杯。